# Ludwig-Erhard-Preis für Wirtschaftspublizistik
Der Ludwig-Erhard-Preis für Wirtschaftspublizistik wird von der Ludwig-Erhard-Stiftung e. V. seit 1977 als Hauptpreis und seit 1991 auch als Förderpreis verliehen. Der Förderpreis ist ein Nachwuchswettbewerb und wird an Journalisten, Wissenschaftler und Angehörige anderer Berufe vergeben, die jünger als 35 Jahre sind.

## Jury
Die Jury besteht aus:
- Theresia Theurl (Vorsitzende)
- Kirsten Ludowig
- Katherina Reiche
- Nikolaus Risch
- Ulrich Wilhelm
- Roland Koch (qua Amt)

## Preisträger

### Hauptpreis
Bisherige Träger des Hauptpreises waren:
- 1977: Jürgen Eick, Wolfram Engels, Diether Stolze
- 1978: Rudolf Mühlfenzl, Wolfgang Stützel, Hans-Henning Zencke
- 1979: Fides Krause-Brewer, Karl Schiller, Franz Thoma
- 1980: Hans Herbert Götz, Michael Jungblut, Ernst-Joachim Mestmäcker
- 1981: Karl Darscheid, Willy Linder, Helmut Schlesinger
- 1982: Ernst Günter Vetter (Redakteur bei Frankfurter Allgemeine Zeitung)
- 1983: Herbert Giersch, Peter Gillies, Renate Merklein
- 1984: Raymond Barre, Thomas Löffelholz
- 1985: Walter Kannengießer, Olaf Sievert, Henry C. Wallich
- 1986: Johannes Gross, Artur Woll
- 1987: Armin Gutowski
- 1988: Samuel Brittan, Walter Hamm
- 1989: Hans D. Barbier
- 1990: Rudolf Herlt, Bernd Rüthers
- 1991: Karl Otto Pöhl
- 1992: Leszek Balcerowicz, Heinz Heck
- 1993: Václav Klaus
- 1994: Klaus Adomeit, Jürgen Jeske
- 1995: Wernhard Möschel, Dieter H. Vogel
- 1996: Jürgen B. Donges, Gerhard Schwarz
- 1997: Stefan Baron, Sir Roger Douglas
- 1998: Karel Van Miert, Peter Norman
- 1999: Hans K. Herdt, Horst Siebert
- 2000: Carola Kaps, Paul Kirchhof
- 2001: Gerhard Fels, Nikolaus Piper
- 2002: Norbert Berthold, Wolfgang Kaden
- 2003: Günter Ederer, Hans-Olaf Henkel
- 2004: Thomas Straubhaar, Wulf D. von Lucius
- 2005: Harold James, Dirk Maxeiner/Michael Miersch
- 2006: Heike Göbel, Otmar Issing
- 2007: Otto Graf Lambsdorff, Ursula Weidenfeld
- 2008: Thomas Schmid, Roland Tichy
- 2009: Rainer Hank, Martin Wolf
- 2010: Karen Horn, Roger Köppel
- 2011: Dorothea Siems, Werner Mussler
- 2012: Josef Joffe, Jens Weidmann
- 2013: Niall Ferguson, Hans-Werner Sinn
- 2014: Wolfgang Clement, Werner Plumpe
- 2015: Nicola Leibinger-Kammüller, Claus Döring
- 2016: Gerhard Schröder, Holger Steltzner
- 2017: Marc Beise, Renate Köcher[2]
- 2018: Zanny Minton Beddoes, Peter Rásonyi[3] (Friedrich Merz hat den Preis abgelehnt.[4])
- 2019: Ulf Poschardt
- 2020: Dan McCrum[5]
- 2021: Wolfgang Reitzle[6]
- 2022: Gabor Steingart
- 2023: Markus Brunnermeier
- 2024: Susanne Klatten, Gerald Braunberger

### Förderpreis
Bisherige Träger des Förderpreises sind:
- 1991: Mónica Escher, Stefan Schmid, Martin Zimper
- 1992: Carsten Herrmann-Pillath, Anton Riedl, Michael Sauga
- 1993: Carsten Blessing, Heike Göbel, Olaf Wilke
- 1994: Ulrich von Lampe, Antje Sirleschtov, Markus Will
- 1995: Nikolaus Blome, Friedrich Heinemann, Christian Ramthun
- 1996: Stephan Bierling, Tasso Enzweiler
- 1997: Michael Braun/Stephanie Heise, Karen Horn, Angela Mans
- 1998: Sieglinde Geisel, Frank Nipkau, Thomas Spang
- 1999: Ulrich Schäfer, Dorothea Siems, Patrick Welter
- 2000: Beate Depping, Göran Schattauer, Marcus Vetter
- 2001: Bettina Bonde, Olaf Gersemann, Bertram Wiest
- 2002: Margaret Heckel, Silke Wettach
- 2003: Michael Bauchmüller, Dietrich Creutzburg; Marc Brost/Marcus Rohwetter
- 2004: Gerrit Rudolph, Henning Sußebach, Lorenz Wagner
- 2005: Johannes Eber, Lisa Nienhaus, Christian Rickens
- 2006: Mathias Irle, Sonja Kolonko, Jürgen Webermann
- 2007: Juliane Fliegenschmidt/Julia Friedrichs/Eva Müller, Philipp Krohn, Daniel Schäfer
- 2008: Bastian Obermayer, Roman Pletter
- 2009: Sebastian Jost, Philip Plickert
- 2010: Antonia Götsch, Jens Tönnesmann, Frank Wörner
- 2011: Anne Ruprecht/Jasmin Klofta, Nils aus dem Moore, Sven Prange
- 2012: Marlene Halser, Tina Kaiser, Wobbeke Klare
- 2013: Christoph Grabitz, Barbara Kühn, Annina Reimann
- 2014: Patrick Bernau, Andrea Rexer, Christian Salewski
- 2015: Kathrin Werner, Martin Mehringer
- 2016: Philipp Bagus, Simon Book, Massimo Bognanni, Florian Meyer-Hawranek
- 2017: Jan Grossarth, David Stadelmann, Katharina Derlin/Sabine Gurol/Lisa Malecha/Nils Oehlschläger/Isabell Rollenhagen/Linda Tonn
- 2018: Patricius Mayer, Daniel Sprenger, Christian Wermke
- 2019: Marius Kleinheyer, Marie-Astrid Langer
- 2020: Martin Braml, Hans Rusinek[5]
- 2021: Kein Preisträger[6]
- 2022: Paul Hertzberg, Sophia Bogner, David Holland, Helena Daehler
- 2023: Maximilian Dogs, Justus Enninga, Christoph Böhringer/Katharina Koerth/Rebecca Ricker/Nelly Ritz/Ruben Schaar
- 2024: Anselm Küsters, Sarah Heuberger/Marie Hecht/Jannik Werner

## Sonstige Förderungen

### Ludwig Erhard Preis
Die Ludwig-Erhard-Stiftung ist zudem Mitglied der Initiative Ludwig-Erhard-Preis, die den Ludwig-Erhard-Preis verleiht, eine „Auszeichnung für Spitzenleistungen im Wettbewerb“ an „Unternehmer und Institutionen […], die sich ihre Spitzenposition im internationalen Wettbewerb nicht allein durch technische und wirtschaftliche Entscheidungen, sondern vor allem durch systematische Kundenorientierung und ein partnerschaftliches Betriebsklima erworben haben“.

### Fürther Ludwig-Erhard-Preis
Des Weiteren unterstützt die Ludwig-Erhard-Stiftung den Fürther Ludwig-Erhard-Preis, der Promotionsarbeiten auszeichnet, „in denen die Faktoren Innovation, Praxisnähe, Realisierbarkeit, wirtschaftlicher Nutzen und die Auswirkungen auf die Menschen in unserer Gesellschaft berücksichtigt sind“ und die die Grundgedanken der Sozialen Marktwirtschaft im Sinne Ludwig Erhards weiterführen.
„Darüber hinaus handelt es sich bei der Institution um eine operative Stiftung, die Drittprojekte nur in ganz seltenen Fällen fördert. Die Vergabe von Stipendien ist ebenfalls nicht möglich.“

## Kontroversen
Im Jahre 2018 lehnte Friedrich Merz den von der Stiftung verliehenen Ludwig-Erhard-Preis ab. Er begründete dies mit den publizistischen Aktivitäten des Vorstandsvorsitzenden der Stiftung, Roland Tichy. Kritiker werfen Tichys Onlinemagazin Tichys Einblick vor, es schreibe rechtspopulistisch. Vier Mitglieder der Jury, Rainer Hank, Ulric Papendick, Nikolaus Piper und Ursula Weidenfeld, nahmen den Vorfall zum Anlass, zurückzutreten. Sie warfen Tichy vor, er mache die Stiftung zu einer „Reputationsmaschine“ für seine publizistischen Tätigkeiten. Ebenso kritisierten sie, dass der stellvertretende Vorsitzende Oswald Metzger Büroleiter bei Tichy geworden sei. Andere Jurymitglieder, Thomas Mayer und Frank Schäffler, sprachen sich für Tichy aus. Schäffler sah eher „innerhalb des Liberalismus ein Zerwürfnis zwischen den Anhängern des Merkel-Kurses und dessen Gegnern, sei es bei der Euro-Rettung und nun beim Migrationsstreit“.